# Mount Little (berg i Antarktis, lat -70,50, long 65,27)
Mount Little är ett berg i Antarktis. Det ligger i Östantarktis. Australien gör anspråk på området. Toppen på Mount Little är 1 632 meter över havet.
Terrängen runt Mount Little är huvudsakligen lite kuperad. Trakten är obefolkad. Det finns inga samhällen i närheten. 